# 生熊酒造
生熊酒造株式会社（いくましゅぞう）は、広島県の日本酒醸造企業である。創業は1865年（慶応元年）。
株式会社として設立したのは1952年（昭和27年）10月1日である。

## 銘柄
- 超群 - 酒銘は連山の中でひときわそびえる富士山のように、そして群鶏の中で一羽の鶴のように酒造界に秀でることを願って付けられた[1]。